# Praravinia
Praravinia är ett släkte av måreväxter. Praravinia ingår i familjen måreväxter.

## Dottertaxa tillPraravinia, i alfabetisk ordning[1]
- Praravinia acuminata
- Praravinia affinis
- Praravinia borneensis
- Praravinia bullata
- Praravinia cauliflora
- Praravinia celebica
- Praravinia chalcotricha
- Praravinia coriacea
- Praravinia creaghii
- Praravinia densiflora
- Praravinia everettii
- Praravinia glabra
- Praravinia gracilis
- Praravinia hallieri
- Praravinia havilandii
- Praravinia hexamera
- Praravinia loconensis
- Praravinia loheri
- Praravinia longistipula
- Praravinia lucbanensis
- Praravinia megistocalyx
- Praravinia microphylla
- Praravinia mimica
- Praravinia minahassae
- Praravinia mindanaensis
- Praravinia mollis
- Praravinia montana
- Praravinia multinervia
- Praravinia negrosensis
- Praravinia neriifolia
- Praravinia oresitropha
- Praravinia panayensis
- Praravinia parviflora
- Praravinia polymera
- Praravinia pubescens
- Praravinia quadribracteolata
- Praravinia robusta
- Praravinia sablanensis
- Praravinia salicifolia
- Praravinia sarawacensis
- Praravinia sericotricha
- Praravinia stenophylla
- Praravinia suberosa
- Praravinia subtomentosa
- Praravinia teysmannii
- Praravinia triflora
- Praravinia urophylloides
- Praravinia verruculosa
- Praravinia viridescens